# Sergi Roberto
Sergi Roberto Carnicer (Reus, Tarragona, 7 de febrero de 1992) es un futbolista español que juega como defensa o centrocampista en el Como 1907 de la Serie A de Italia.
Internacional con las categorías inferiores de la selección española, disputó la Copa Mundial sub-17 en 2009 terminando en tercera posición, y el Mundial sub-20 en 2011 llegando a los cuartos de final. También es internacional absoluto desde 2016.

## Trayectoria

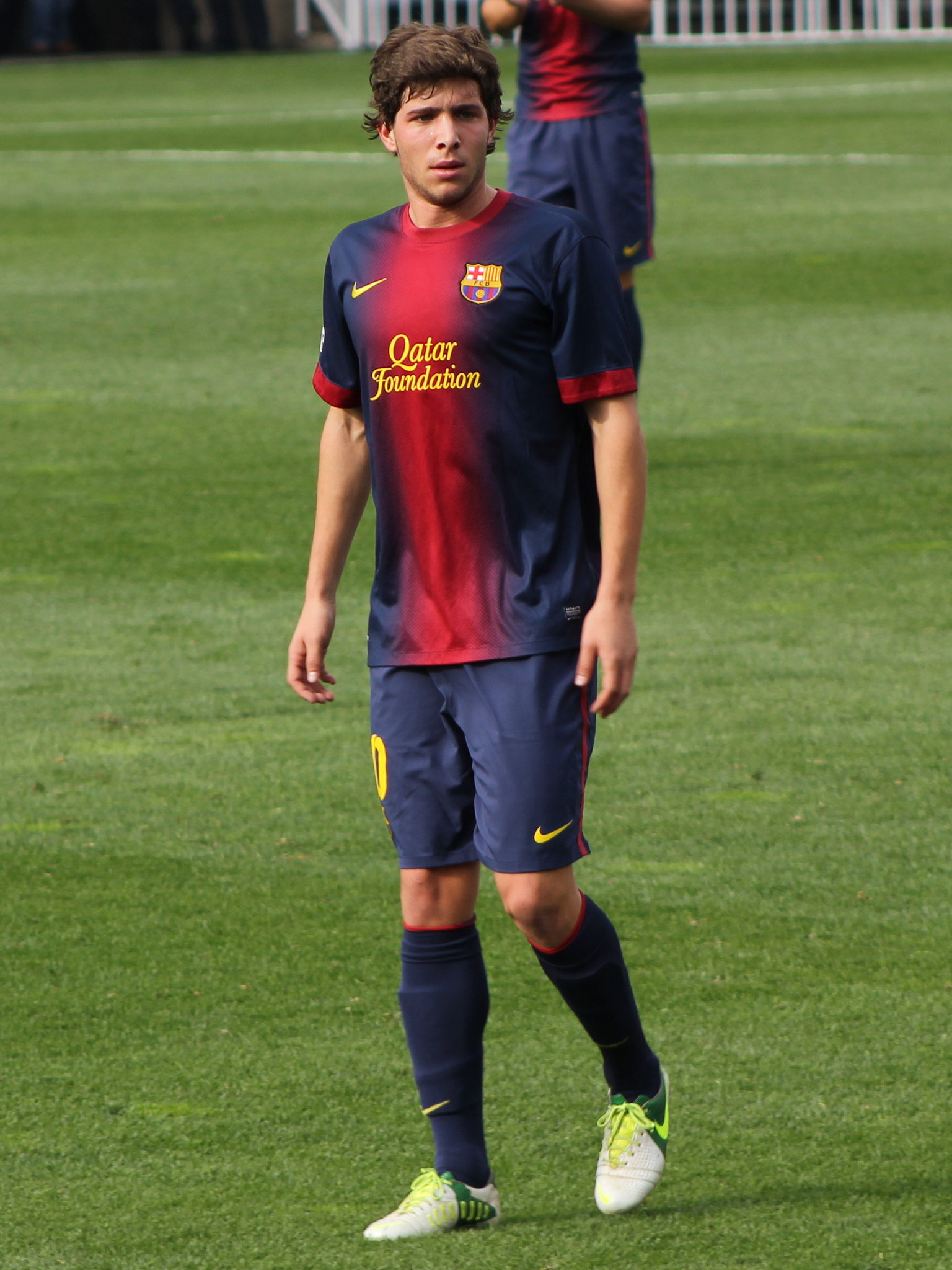
Sergi Roberto en un partido en la temporada 2012-13

### Inicios y etapa de formación
Nacido en la ciudad de Reus en Tarragona, dio sus primeros pasos en el mundo del fútbol en el equipo de su barrio, el U. E. Santes Creus en donde se formó durante cuatro años en las etapas de Benjamín y Alevín. Pese a ser un equipo modesto, alcanzarían un par de fases finales en el Campeonato de Cataluña aunque sin ganar ninguna. También participó con la selección de Reus, con quienes disputó el Torneo internacional de fútbol base (MIC) en 2002 siendo elegido como el mejor jugador en su grupo. Con el objetivo de crecer como futbolista, Sergi decidió unirse al cuadro Infantil del Nàstic de Tarragona en donde prontamente llamaría la atención del F. C. Barcelona y del Real Madrid C. F.

### F. C. Barcelona
Sería el F. C. Barcelona quien, en 2006, lo fichara para incorporarse al Cadete "B". En la temporada 2009-2010 ascendió, como juvenil, al equipo filial de Luis Enrique; a la vez que fue convocado por la selección española para el Mundial sub-17. Finalizó el año con 29 encuentros y su equipo logró el ascenso a Segunda División después de once años tras vencer al U. E. Sant Andreu en la final por la promoción.
En el verano de 2010 fue incluido por Pep Guardiola como integrante de la pretemporada del primer equipo, siendo ante el Beijing Guoan donde marcó su primer gol. Su debut oficial se produjo el 10 de noviembre de 2010 en el Camp Nou, en el partido correspondiente a la vuelta de los dieciseisavos de final de la Copa del Rey ante la A. D. Ceuta sustituyendo a Maxwell en el minuto 66'.
El 27 de abril se produjo su sorprendente debut en Liga de Campeones, en la ida de semifinales ante el Real Madrid, que acabó con victoria blaugrana por 0 a 2 al sustituir a David Villa en el minuto 91. El 21 de mayo debutó como titular en Primera División en la última jornada de la Liga 2010-2011, cuyo encuentro se jugó en La Rosaleda frente al Málaga C. F., disputando todo el partido. El equipo acabaría proclamándose campeón tanto de La Liga como de su cuarta Liga de Campeones, además el filial dirigido por Luis Enrique alcanzaría su mejor clasificación histórica en Segunda División.
Tras ampliar su contrato hasta 2015, Guardiola lo alineó nuevamente como titular con el primer equipo en el último partido de la fase de grupos de la Liga de Campeones 2011-12. Roberto anotó en ese encuentro su primer gol en el primer equipo, frente al F. C. BATE Borisov, en la victoria por 4-0. En la temporada 2012-13 continuó alternando el filial con algunos partidos del primer equipo bajo el mando de Tito Vilanova. Además, Sergi Roberto superó el centenar de encuentros con el filial. 
Con Gerardo Martino como entrenador pasó a formar parte del primer equipo a todos los efectos. Sin participación en la Supercopa de España ni en los primeros encuentros, el jugador quedó relegado a una presencia testimonial, disputando muy pocos minutos, y como suplente, hasta especularse la posible salida del reusense del club. El jugador finalizó la temporada con un bagaje muy bajo de minutos (937).
El relevo de Martino, Luis Enrique y con quien Sergi había coincidido en el filial, continuó dándole un rol secundario. Pese a ello el jugador renovó su contrato hasta 2019, y tuvo algunas presencias notables en la Copa del Rey, donde logró dos goles. En esta temporada, Sergi Roberto conquistó su primer triplete con el club blaugrana, pero su cantidad de minutos fue escasa al igual que el año anterior.
Comenzó a tomar protagonismo tras variar su posición al lateral derecho, debido a las necesidades de la plantilla en 2015. Este hecho ocurrió con la lesión de Dani Alves durante un partido en San Mamés en el mes de agosto. El Athletic les había derrotado días atrás por 4-0 en la final de la Supercopa de España. Sin embargo, en esta ocasión fue el club catalán el que venció 0-1 con un gran partido del jugador catalán. Desde entonces, su presencia en el once titular fue aumentando. El 31 de octubre dio las dos asistencias en la victoria por 0-2 ante el Getafe. El 21 de noviembre fue titular en la goleada por 0-4 al Real Madrid, dando la asistencia del primer tanto a Suárez. Si bien es cierto, en estos partidos no jugó como lateral derecho ya que Alves estaba recuperado. Así, gracias a su excepcional temporada, Sergi Roberto se consolidó en la primera plantilla durante la temporada 2015-16 al aportar siete asistencias en 49 partidos.
En la temporada 2016-17 con la marcha de Dani Alves, Sergi Roberto quedó como el principal lateral derecho de la plantilla. Fue uno de los protagonistas en la eliminatoria de octavos de la Liga de Campeones frente al París Saint-Germain. En ella su equipo logró remontar el 4-0 encajado en el partido de ida, ganando por 6-1 con un gol de Sergi Roberto en el minuto 94:40 (a 20 segundos del final), el que les dio la clasificación a los cuartos de final frente a la Juventus.
El 23 de abril originó el gol de la victoria 2-3 ante el Real Madrid en el minuto 92,  tras una espectacular galopada que acabó culminando Lionel Messi.
El 23 de diciembre de 2017 dio la asistencia del primer gol a Luis Suárez, en el Santiago Bernabéu, en la victoria por 0-3 ante el club blanco. El 21 de febrero de 2018 renovó contrato hasta 2022 con cláusula de rescisión de 500 millones de euros. Acabó la temporada superando su marca personal de asistencias, con ocho. El 2 de marzo de 2019 dio su tercera asistencia de gol en el Bernabéu, en una combinación con Ivan Rakitić que convirtió, con un remate picado, en el único gol del encuentro.
El 25 de abril de 2021, en una temporada para él marcada por las lesiones, alcanzó la cifra de 300 partidos oficiales jugados con el primer equipo. La campaña siguiente siguieron esos problemas físicos, teniendo que operarse en diciembre. Se perdió todos los meses que quedaban de competición, y una vez estas finalizaron amplió su contrato por un año más, hasta 2023.
En marzo de 2023, fue titular en El Clásico de Liga que enfrentó al Fútbol Club Barcelona frente al Real Madrid en el Camp Nou. Con 0-1 en el marcador, Sergi Roberto anotó el tanto del empate en el minuto 45 justo antes del descanso, suponiendo su primer gol en un clásico. El Barcelona, posteriormente, terminaría ganando el partido por 2-1. Al finalizar la temporada, el Barcelona se proclamó campeón de la La Liga 2022-23, consiguiendo así su séptimo trofeo liguero nacional.
Nueve meses después volvió a extender su vinculación con el club por otra temporada, en la que fue nombrado primer capitán tras la marcha de Sergio Busquets y Jordi Alba. Anotó su primer gol de la temporada 2023-24 en la jornada 9 de la La Liga frente al Granada C. F., convirtiendo el tanto del definitivo 2-2 en el minuto 86. En octubre de 2023, sufrió una lesión durante un entrenamiento en su sóleo derecho, causando baja para los próximos partidos. En su primera titularidad después de la lesión, anotó dos goles frente a la U. D. Almería, en la victoria por 3-2 del Barça, suponiendo así, su primer doblete con el primer equipo.
El 30 de junio de 2024 quedó libre al expirar su contrato y el siguiente 11 de agosto se hizo oficial su salida. Estuvo dieciocho años en el club, once de los cuales como miembro del primer equipo, con el que jugó 373 partidos y ganó 25 títulos.

### Como 1907
Tras su marcha del F. C. Barcelona, el 23 de agosto de 2024 fichó por el Como 1907 por dos años. Hizo su debut tres días después en un partido frente al Cagliari Calcio que finalizó en empate a uno.

## Selección nacional

### Categorías inferiores

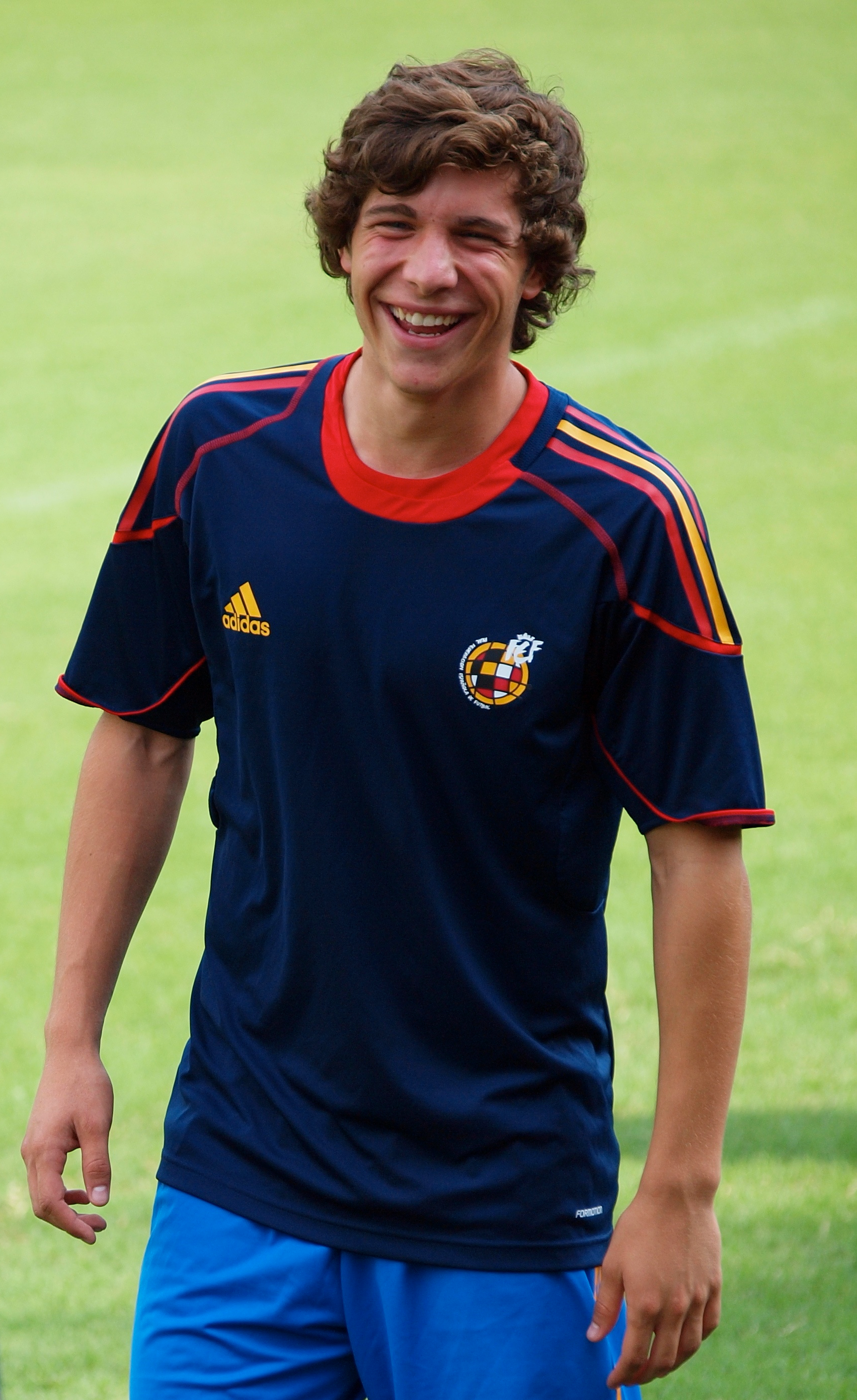
Sergi Roberto con la en 2010.

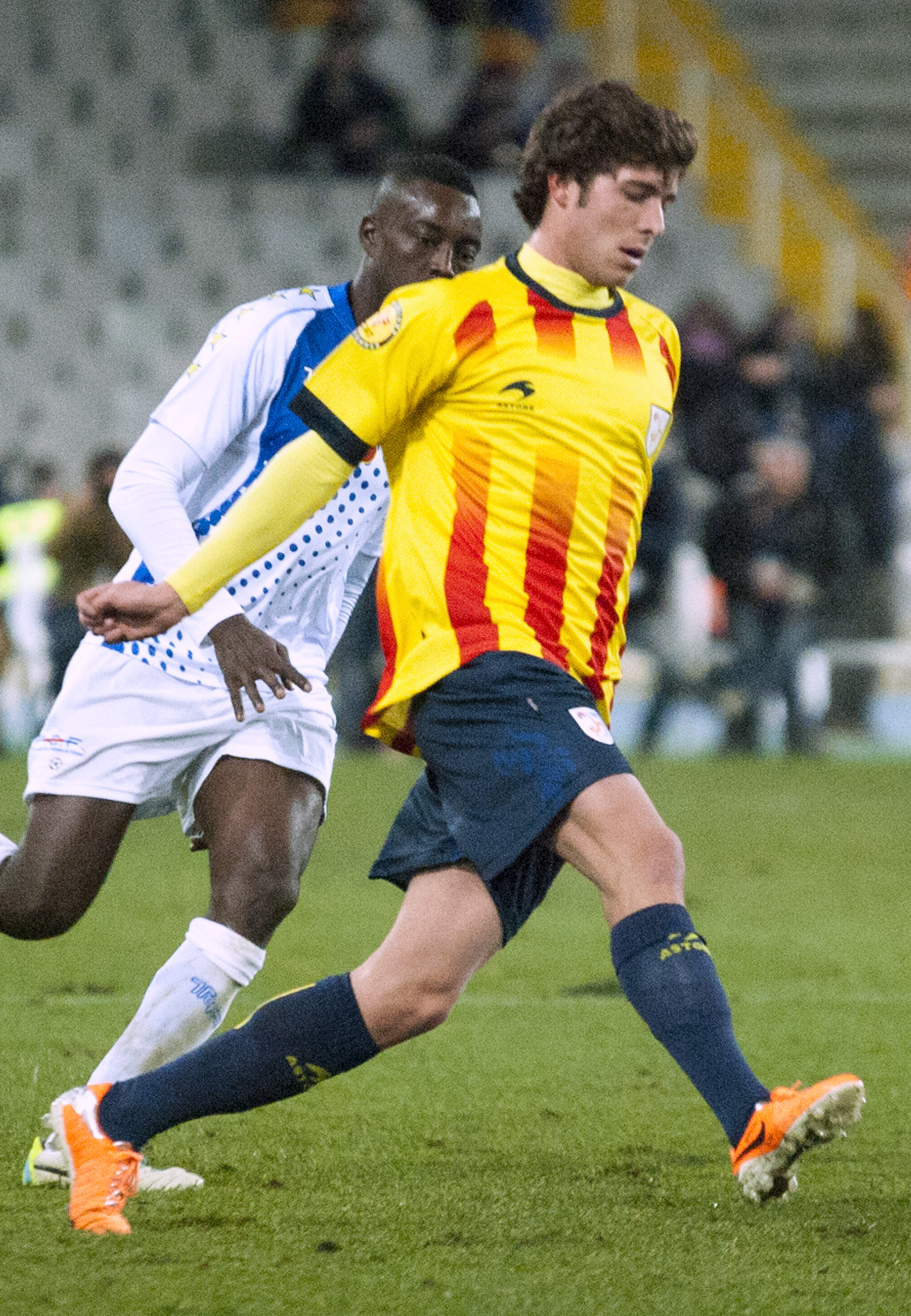
Sergi Roberto con la en 2013.

Sergi Roberto ha sido internacional con las diversas divisiones de la selección de España, llegando disputar múltiples torneos internacionales con "La Roja". También ha disputado varios encuentros con la selección comunidad autónoma de Cataluña, realizando su debut el 30 de diciembre de 2011 frente a Túnez, partido que terminó en empate sin goles.
En octubre de 2009, al poco tiempo de haber debutado con el Barça B, fue convocado para disputar en Nigeria la Copa Mundial sub-17. Los españoles avanzarían como primeros de grupo a octavos de final en donde enfrentarían a Burkina Faso, en ese partido Sergi se luce marcando tres goles. En el encuentro siguiente se imponen por penales a Uruguay pero caerían en semifinales frente a los locales por 3-1. España conseguiría el tercer lugar, al derrotar a Colombia por la cuenta mínima.
Posteriormente, en 2011, Julen Lopetegui lo incluyó en la nómina para jugar el Mundial Sub-20 en Colombia, es este torneo logra anotar un gol en fase de grupos ante Australia, acabando en el primer lugar al ganar todos los encuentros. Luego de derrotar a Corea del Sur en octavos de final por penales, fueron eliminados por Brasil en la fase siguiente igualmente desde los once metros tras haber empatado 2-2.
El 5 de septiembre de 2011, Sergi hizo su debut con la selección sub-21 jugando los últimos cuatro minutos en la victoria por 2-0 sobre Georgia en la clasificación para la Eurocopa. Comenzaría a ser habitual ver a Roberto dentro de las convocatorias aunque sin tomar mucho protagonismo, por lo que finalmente no entró en la lista que disputaría el campeonato europeo en Israel de 2013.
En la clasificación a la Eurocopa 2015 tomó más peso en el equipo, siendo titular en variadas oportunidades. Anotaría su primer gol el 10 de octubre de 2013 en la victoria por 3-2 sobre Bosnia y Herzegovina. Tras quedar primeros en fase de grupos, se enfrentaron a Serbia en los play-offs donde fueron eliminados por un global de 2-1, anotando Sergi el único gol de la roja.

### Selección absoluta
Vicente Del Bosque le hizo debutar en un amistoso ante Rumanía disputado el 27 de marzo de 2016. El 5 de septiembre de 2016, bajo las órdenes de Lopetegui, marcó su primer gol en el partido de clasificación para el Mundial 2018 ante Liechtenstein.
En septiembre de 2018 regresó a una convocatoria de la selección española tras casi dos años de ausencia con la llegada de Luis Enrique.

#### Goles internacionales
| N.º | Fecha                   | Estadio                                       | Rival         | Gol | Resultado | Competición                |
| --- | ----------------------- | --------------------------------------------- | ------------- | --- | --------- | -------------------------- |
| 1   | 5 de septiembre de 2016 | Estadio Municipal Reino de León, León, España | Liechtenstein | 2-0 | 8-0       | Clasificación Mundial 2018 |

## Estadísticas

### Clubes
- Actualizado hasta el 16 de agosto de 2025.[51][52][53]

| Club                         | Div.          | Temporada     | Liga  | Liga  | Liga   | Copas nacionales | Copas nacionales | Copas nacionales | Copas internacionales | Copas internacionales | Copas internacionales | Total | Total | Total  |
| Club                         | Div.          | Temporada     | Part. | Goles | Asist. | Part.            | Goles            | Asist.           | Part.                 | Goles                 | Asist.                | Part. | Goles | Asist. |
| ---------------------------- | ------------- | ------------- | ----- | ----- | ------ | ---------------- | ---------------- | ---------------- | --------------------- | --------------------- | --------------------- | ----- | ----- | ------ |
| F. C. Barcelona "B" · España | 2.ª B         | 2009-10       | 29    | 0     | 0      | ―                | ―                | ―                | ―                     | ―                     | ―                     | 29    | 0     | 0      |
| F. C. Barcelona "B" · España | 2.ª           | 2010-11       | 26    | 2     | 2      | ―                | ―                | ―                | ―                     | ―                     | ―                     | 26    | 2     | 2      |
| F. C. Barcelona "B" · España | 2.ª           | 2011-12       | 28    | 4     | 2      | ―                | ―                | ―                | ―                     | ―                     | ―                     | 28    | 4     | 2      |
| F. C. Barcelona "B" · España | 2.ª           | 2012-13       | 23    | 1     | 2      | ―                | ―                | ―                | ―                     | ―                     | ―                     | 23    | 1     | 2      |
| F. C. Barcelona "B" · España | Total club    | Total club    | 106   | 7     | 6      | 0                | 0                | 0                | 0                     | 0                     | 0                     | 106   | 7     | 6      |
| F. C. Barcelona · España     | 1.ª           | 2010-11       | 1     | 0     | 1      | 1                | 0                | 0                | 1                     | 0                     | 0                     | 3     | 0     | 1      |
| F. C. Barcelona · España     | 1.ª           | 2011-12       | 1     | 0     | 0      | 2                | 1                | 1                | 1                     | 1                     | 0                     | 4     | 2     | 1      |
| F. C. Barcelona · España     | 1.ª           | 2012-13       | 1     | 0     | 0      | 3                | 0                | 1                | 1                     | 0                     | 0                     | 5     | 0     | 1      |
| F. C. Barcelona · España     | 1.ª           | 2013-14       | 17    | 0     | 0      | 6                | 0                | 0                | 4                     | 0                     | 0                     | 27    | 0     | 0      |
| F. C. Barcelona · España     | 1.ª           | 2014-15       | 12    | 0     | 0      | 4                | 2                | 1                | 2                     | 0                     | 0                     | 18    | 2     | 1      |
| F. C. Barcelona · España     | 1.ª           | 2015-16       | 31    | 0     | 5      | 7                | 0                | 2                | 11                    | 1                     | 0                     | 49    | 1     | 7      |
| F. C. Barcelona · España     | 1.ª           | 2016-17       | 32    | 0     | 6      | 7                | 0                | 0                | 8                     | 1                     | 0                     | 47    | 1     | 6      |
| F. C. Barcelona · España     | 1.ª           | 2017-18       | 30    | 1     | 7      | 10               | 0                | 1                | 8                     | 0                     | 0                     | 48    | 1     | 8      |
| F. C. Barcelona · España     | 1.ª           | 2018-19       | 29    | 0     | 7      | 6                | 1                | 0                | 9                     | 0                     | 0                     | 44    | 1     | 7      |
| F. C. Barcelona · España     | 1.ª           | 2019-20       | 30    | 1     | 2      | 3                | 0                | 0                | 6                     | 0                     | 0                     | 39    | 1     | 2      |
| F. C. Barcelona · España     | 1.ª           | 2020-21       | 15    | 1     | 2      | 2                | 0                | 0                | 3                     | 0                     | 0                     | 20    | 1     | 2      |
| F. C. Barcelona · España     | 1.ª           | 2021-22       | 9     | 2     | 1      | 0                | 0                | 0                | 3                     | 0                     | 0                     | 12    | 2     | 1      |
| F. C. Barcelona · España     | 1.ª           | 2022-23       | 23    | 4     | 1      | 5                | 0                | 0                | 5                     | 0                     | 2                     | 33    | 4     | 3      |
| F. C. Barcelona · España     | 1.ª           | 2023-24       | 14    | 3     | 2      | 5                | 0                | 0                | 5                     | 0                     | 1                     | 24    | 3     | 3      |
| F. C. Barcelona · España     | Total club    | Total club    | 245   | 12    | 34     | 61               | 4                | 6                | 67                    | 3                     | 3                     | 373   | 19    | 43     |
| Como 1907 · Italia           | 1.ª           | 2024-25       | 13    | 0     | 1      | ―                | ―                | ―                | ―                     | ―                     | ―                     | 13    | 0     | 1      |
| Como 1907 · Italia           | 1.ª           | 2025-26       | 0     | 0     | 0      | 1                | 0                | 0                | ―                     | ―                     | ―                     | 1     | 0     | 0      |
| Como 1907 · Italia           | Total club    | Total club    | 13    | 0     | 1      | 1                | 0                | 0                | 0                     | 0                     | 0                     | 14    | 0     | 1      |
| Total carrera                | Total carrera | Total carrera | 364   | 19    | 41     | 62               | 4                | 6                | 67                    | 3                     | 3                     | 493   | 26    | 50     |
| 1. 2.                        |               |               |       |       |        |                  |                  |                  |                       |                       |                       |       |       |        |

### Selecciones
| Categoría | País   | Años      | Partidos | Goles |
| --------- | ------ | --------- | -------- | ----- |
| Sub-17    | España | 2008-2009 | 11       | 3     |
| Sub-19    | España | 2010-2011 | 9        | 0     |
| Sub-20    | España | 2011      | 5        | 1     |
| Sub-21    | España | 2011-2014 | 14       | 2     |

| Partidos internacionales con la selección de España | Partidos internacionales con la selección de España | Partidos internacionales con la selección de España | Partidos internacionales con la selección de España | Partidos internacionales con la selección de España | Partidos internacionales con la selección de España | Partidos internacionales con la selección de España | Partidos internacionales con la selección de España |
| N.º                                                 | Fecha                                               | Lugar                                               | Rival                                               | Resultado                                           | Goles                                               | Asist.                                              | Competición                                         |
| Selección absoluta                                  | Selección absoluta                                  | Selección absoluta                                  | Selección absoluta                                  | Selección absoluta                                  | Selección absoluta                                  | Selección absoluta                                  | Selección absoluta                                  |
| --------------------------------------------------- | --------------------------------------------------- | --------------------------------------------------- | --------------------------------------------------- | --------------------------------------------------- | --------------------------------------------------- | --------------------------------------------------- | --------------------------------------------------- |
| 1                                                   | 1 de septiembre de 2016                             | Bruselas, Bélgica                                   | Bélgica                                             | 0:2                                                 | 0                                                   | 0                                                   | Amistoso                                            |
| 2                                                   | 5 de septiembre de 2016                             | León, España                                        | Liechtenstein                                       | 8:0                                                 | Anotado                                             | 0                                                   | Clasificación para el Mundial de Rusia 2018         |

#### Presencias en fases finales
| Mundial                     | Sede     | Resultado        | Partidos | Goles |
| --------------------------- | -------- | ---------------- | -------- | ----- |
| Copa Mundial Sub-17 de 2009 | Nigeria  | Tercer lugar     | 6        | 3     |
| Copa Mundial Sub-20 de 2011 | Colombia | Cuartos de final | 3        | 1     |

## Palmarés

### Títulos nacionales
| Título                     | Club            | País   | Año     |
| -------------------------- | --------------- | ------ | ------- |
| Primera División de España | F. C. Barcelona | España | 2010-11 |
| Copa del Rey               | F. C. Barcelona | España | 2011-12 |
| Primera División de España | F. C. Barcelona | España | 2012-13 |
| Supercopa de España        | F. C. Barcelona | España | 2013    |
| Primera División de España | F. C. Barcelona | España | 2014-15 |
| Copa del Rey               | F. C. Barcelona | España | 2014-15 |
| Primera División de España | F. C. Barcelona | España | 2015-16 |
| Copa del Rey               | F. C. Barcelona | España | 2015-16 |
| Supercopa de España        | F. C. Barcelona | España | 2016    |
| Copa del Rey               | F. C. Barcelona | España | 2016-17 |
| Copa del Rey               | F. C. Barcelona | España | 2017-18 |
| Primera División de España | F. C. Barcelona | España | 2017-18 |
| Supercopa de España        | F. C. Barcelona | España | 2018    |
| Primera División de España | F. C. Barcelona | España | 2018-19 |
| Copa del Rey               | F. C. Barcelona | España | 2020-21 |
| Supercopa de España        | F. C. Barcelona | España | 2023    |
| Primera División de España | F. C. Barcelona | España | 2022-23 |

### Títulos internacionales
| Título                            | Club            | País       | Año     |
| --------------------------------- | --------------- | ---------- | ------- |
| Liga de Campeones de la UEFA      | F. C. Barcelona | Inglaterra | 2010-11 |
| Liga de Campeones de la UEFA      | F. C. Barcelona | Alemania   | 2014-15 |
| Supercopa de Europa               | F. C. Barcelona | Georgia    | 2015    |
| Copa Mundial de Clubes de la FIFA | F. C. Barcelona | Japón      | 2015    |

## Vida personal
Desde enero de 2014 sale con la modelo y diseñadora de moda de Israel Coral Simanovich. El 1 de septiembre de 2017 anunció a través de sus redes sociales que se había comprometido con su novia, con la que se dio el sí quiero el 30 de mayo de 2018 en Tel Aviv. El 8 de noviembre de 2019 tuvieron a su primera hija en común llamada Kaia.
Su madre falleció de ELA  el 28 de diciembre de 2019. Manifestó públicamente su reivindicación a concienciar y sensibilizar en una cura: "Hoy es el día mundial de la ELA y quiero compartir esta foto con mi madre. La mejor madre del mundo y la mas luchadora. T’estimo molt. Quiero dar ánimos a todas las personas que también luchan contra esta enfermedad y a ver si entre todos encontramos una cura”, escribió.